# Kyrklig heraldik

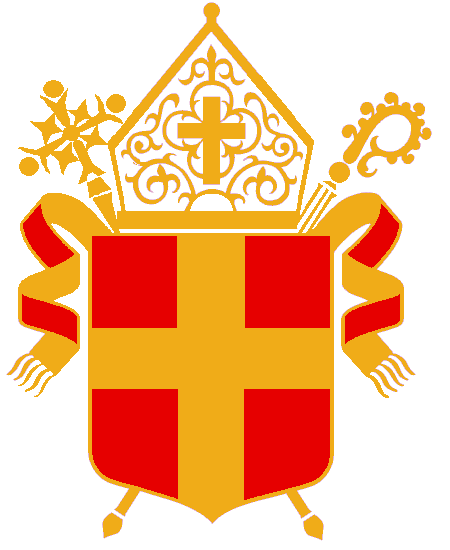
Ärkebiskopens i Uppsala stift vapen.

Kyrklig heraldik är en tradition inom heraldiken som utvecklats inom de kristna trossamfunden. Heraldiska vapen används för att identifiera kyrkliga ämbetsmän som till exempel biskopar eller för olika territorier som stift eller församlingar.
Det största kännetecknet för kyrklig heraldik är timbreringen, det vill säga de attribut som används utanför skölden. Istället för hjälm och hjälmprydnad (som är krigiska attribut) används mitror och tofsprydda hattar i olika färger för att ange ställning inom organisationen. Skölden kan också läggas på en kräkla eller en korsstav.

## Kyrklig heraldik i Sverige
Svenska kyrkan, dess stift och ett antal församlingar har egna vapen. När en biskop vigs får denne sitt eget vapen kvadrerat med stiftets, krönt med mitra och lagd över en kräkla. Ärkebiskopen och biskopen i det tidigare ärkestiftet Lund har även en korsstav bakom skölden. Förslag till standardisering av prästers och diakoners vapen har presenterats, av bland andra Bengt Olof Kälde.
2014 fastslogs ett system för diakoner och präster i Visby stift av biskop Sven-Bernhard Fast. Det är baserat på det anglikanska systemet och består av en svart prästhatt med snören tvinnade i guld och svart för diakon (inga tofsar), för komminister (en tofs på vardera sidan), för kyrkoherdar (två tofsar på vardera sidan) och för prostar (tre tofsar på vardera sidan). Samma system hade lagts fram för biskopsmötet 2013 utan att leda till beslut.

## Galleri

### Katolska kyrkan

Påve
Basilika
Mindre basilika
Camerlengo
Kardinal (som är metropolitansk ärkebiskop)
Kardinal (som är ärkebiskop)
Kardinal (som är biskop)
Kardinal (som inte är biskop)
Patriark
Primas (som inte är kardinal)
Metropolitansk ärkebiskop
Ärkebiskop
Biskop
Generalvikarie
Kanik
Dekan
Präst
Militärpräst

### Anglikanska kyrkan

Biskop
Ärkediakon
Dekan
Drottningens kanik
Kanik
Präst
Diakon

### Svenska kyrkan

Biskop (emeritus)
Prost
Kyrkoherde
Präst
Diakon